# Berning (Unternehmen)
Berning Smart Fasters ist ein Unternehmen mit Sitz in der bergischen Großstadt Wuppertal. Es hat sich auf die Herstellung von Knöpfen und Nieten für Hosen spezialisiert und gilt auf diesem Gebiet als europäischer Marktführer. Mit anderen Artikeln wird auch die Automobilindustrie bedient. In Wuppertal werden rund 100 Mitarbeiter beschäftigt, der jährliche Umsatz beträgt knapp zwölf Millionen Euro. Inhaber und Geschäftsführer ist derzeit Christoph Berning, einer der Nachkommen des Unternehmensgründers Ernst Berning.

## Geschichte
Gegründet wurde das Mutterunternehmen Hansawerke Ernst Berning GmbH & Co. 1888. Das heutige Unternehmen  Berning Smart Fasteners, Berning + Soehne GmbH & Co. KG würde 1959 von diesem abgespalten und eigenständig weiterbetrieben. Zum Kundenkreis gehören mittlerweile bekannte Modemarken wie Brax, Pierre Cardin, Mustang, Tommy Hilfiger, Gant, G-Star oder Esprit. Vor allem bei Denim-Produkten wird Berning oftmals als Pionier angesehen. Jährlich werden knapp 40 Millionen Teile aus über 150 verschiedenen Artikeln gefertigt. Eine gewöhnliche Niete besteht dabei aus bis zu drei Teilen, ein Kopf aus bis zu fünf Teilen.

## Unternehmensprofil

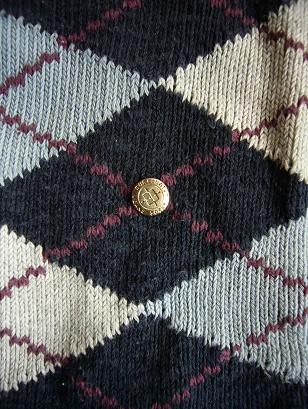
Burlington-Socken

Berning sieht sich als Unternehmen mit geschlossenem Produktions- und Logistikkreislauf. Von Ideen zur Kollektion über Produktionsplanungen und Kundenkommunikation bis hin zur Auslieferung erfolgen alle Schritte im Wuppertaler Werk. Besonders aufwändig ist das Finish genannte Auftragen der Patina, einer dünnen Oberflächenschicht. Ein Messingteil wird dabei verkupfert, mehrfach weiß lackiert und abgerollt sowie schlussendlich in einem Spezialbad patiniert, getrocknet, lackiert, ausgewalzt und eingetütet. Auch zur Befestigung dieser Knöpfe liefert Berning seinen Kunden eigene Maschinen.
Weitere Tätigkeiten des Unternehmens sind die Herstellung von Logos für Lederwaren oder Messer sowie die patentierten Clips für Burlington-Socken. Neben der Produktion von Artikeln für die Modeindustrie wird auch die Automobilindustrie beliefert. So werden Speed-Locks und Speed-Caps geliefert, die beispielsweise bei der Befestigung von Außenspiegeln, Haltegurten oder Airbags helfen. Mit einem Abwasserkoeffizient von 1,0 ist das Unternehmen auch in der Umwelttechnik führend.